# John Silber
John Robert Silber (* 15. August 1926 in San Antonio, Texas; † 27. September 2012 in Boston, Massachusetts) war ein US-amerikanischer Philosoph, Hochschullehrer und Pädagoge, der unter anderem zwischen 1971 und 1996 Präsident der Boston University war.

## Leben

### Studium und Professur an der University of Texas
Silber, Sohn eines Architekten, begann nach dem Schulbesuch 1947 ein Studium an der Trinity University in San Antonio und besuchte für ein Jahr das Theologische Seminar der Divinity School der Yale University. Darüber hinaus studierte er für ein Semester Rechtswissenschaften an der Law School des University of Texas System, ehe er sein Studium der Philosophie an der Yale University mit einem Doctor of Philosophy (Ph.D.) abschloss.
Im Anschluss arbeitete Silber zunächst zwischen 1952 und 1955 als Dozent für Philosophie an der Yale University, ehe er 1955 den Ruf auf eine Professur für Philosophie an der University of Texas at Austin annahm und dort bis 1970 unterrichtete. Während seiner Lehrtätigkeit erhielt er von 1959 bis 1960 ein Stipendium des Fulbright-Programms sowie 1963 ein Guggenheim-Stipendium.

### Präsident sowie Kanzler der Boston University und erfolglose Kandidatur als Gouverneur
1971 wurde er als Nachfolger von Arland F. Christ-Janer und nach einer einjährigen kommissarischen Präsidentschaft von Calvin B. T. Lee achter Präsident der Boston University und bekleidete diese Funktion 25 Jahre lang bis zu seiner Ablösung durch Jon Westling 1996. Im Anschluss bekleidete er zwischen 1996 und 2003 das neu geschaffene und im Anschluss nicht wieder besetzte Amt des Kanzlers der Boston University. 
Darüber hinaus engagierte er sich zwischen 1975 und 1978 als Verwaltungsratsmitglied des National Humanities Institute und fungierte er zwischen 1985 und 1989 als Trustee der University of Denver (DU) sowie anschließend von 1989 bis 1997 der Adelphi University.
1990 kandidierte Silber für die Demokratische Partei für das Amt des Gouverneurs von Massachusetts, unterlag dabei aber knapp dem Kandidaten der Republikanischen Partei, Bill Weld.
Neben seiner Tätigkeit als Präsident der Boston University war er seit 1992 Direktor der Organisation Americans for Medical Progress (AMP), deren Vorsitzender er zwischen 1994 und 1995 war. Im Anschluss wurde er 1996 Mitglied der Schulaufsichtsbehörde von Massachusetts (Massachusetts Board of Education).

### Familie
Aus seiner 1947 geschlossenen Ehe gingen sechs Töchter sowie ein Sohn hervor. Silber verstarb an den Folgen eines Nierenversagens.

## Veröffentlichungen
- The ethical significance of Kant's religion, Boston 1960
- Democracy. Its counterfeits and its promise, Boston 1976
- Higher education in America. Its problems and its promise, 1989, ISBN 0-858-16708-5
- Education at the antipodes. Problems of the American university, 1989, ISBN 0-858-16716-6
- Straight shooting. What’s wrong with America and how to fix, 1989, ISBN 0-060-16184-1
- Architecture of the Absurd. How „Genius“ Disfigured a Practical Art, 2007, ISBN 978-1-59372-027-8
- Kant's ethics: the good, freedom, and the wil, Boston 2012, ISBN 978-1-61451-071-0

in deutscher Sprache
- Ist Amerika zu retten? Ethik und Moral einer Grossmacht, Frankfurt am Main 1992, ISBN 3-548-35334-7
- Die Krise der Weltordnung. Wie können wir die Widerstände nutzen? Hamburg 1993